# بوهين أون فيرماندوا
بوهان-أون-فيرماندوا (بالفرنسية: Bohain-en-Vermandois) هي بلدية تقع في إقليم أيسن في منطقة أو دو فرانس شمال فرنسا.

## أصل التسمية
كانت البلدة تُعرف سابقًا باسم بوهان، لكنها اكتسبت اسمها الحالي، بوهان-أون-فيرماندوا، في 8 يونيو 1956. وقد كان اسمها في السابق Buchammum (باللاتينية، موثّق في القرن الثاني عشر) وBohang (بالفرنسية القديمة، موثّق عام 1138). يُعتقد أن اسم بوهان مشتق من الاسم الشخصي Bodo/Bolo، والذي يعود أصله إلى جذر جرماني، وربما يكون مرتبطًا بالكلمة الساكسونية القديمة bodo. أما اللاحقة "-ain"، فمن المحتمل أن تكون ذات أصل جرماني أيضًا، حيث تعود إلى الجذر -heim، الذي تحوّل لاحقًا إلى "-ham" أو "-hem"، قبل أن يتطور إلى "-ain" عبر "-ham".
يعتقد ويليام روبرت كالجيو (William Robert Caljouw) أن هذا الأصل اللغوي ذو طابع ساكسوني تقليدي، وربما يشير إلى "استيطان ساكسوني" على طول "المناطق الساحلية" في فرنسا الحديثة.

## التاريخ
تغيرت ملكية الإقليم بشكل متكرر خلال العصور الوسطى، واستمرت بوهان في أن تكون محل نزاع فيما يخص سيادتها خلال الحروب في بدايات العصر الحديث. لا تزال آثار التحصينات (مثل الخنادق، وكرات المدفع، وقواعد الجدران) موجودة، ويمكن العثور عليها ليس فقط بالقرب من المدرسة الابتدائية، ولكن أيضًا في مواقع أخرى داخل البلدة.
بعد أن أصبحت بوهان جزءًا لا لبس فيه من فرنسا، شهدت تطورًا في الصناعة والتجارة، وأصبحت مركزًا رئيسيًا لصناعة النسيج. تشير سجلات الرعية من القرن السابع عشر إلى أن إحدى المهن الأكثر شيوعًا المسجلة كانت "mulquinier"، وعلى الرغم من أن هذا المصطلح يُستخدم عمومًا للإشارة إلى الحرفيين المتخصصين في الأقمشة الفاخرة، فمن المحتمل أن يكون قد استُخدم في هذه السجلات أيضًا للإشارة إلى أي شخص يعمل في حرفة النسج.
يُذكر أن نابليون أمر أحد النساجين من بوهان بصناعة أقمشة خاصة للإمبراطورة جوزفين دي بوهارنيه. وعلى الرغم من إغلاق المصانع النسيجية القديمة واحدة تلو الأخرى، إلا أن صناعة النسيج لا تزال تُعتبر جزءًا من التقاليد المحلية.
كما وردت تقارير تفيد بأن اللورد (السنيور) الذي كان يحكم بوهان قد سلم جان دارك إلى الإنجليز خلال حرب المئة عام[بحاجة لمصدر].

## السكان

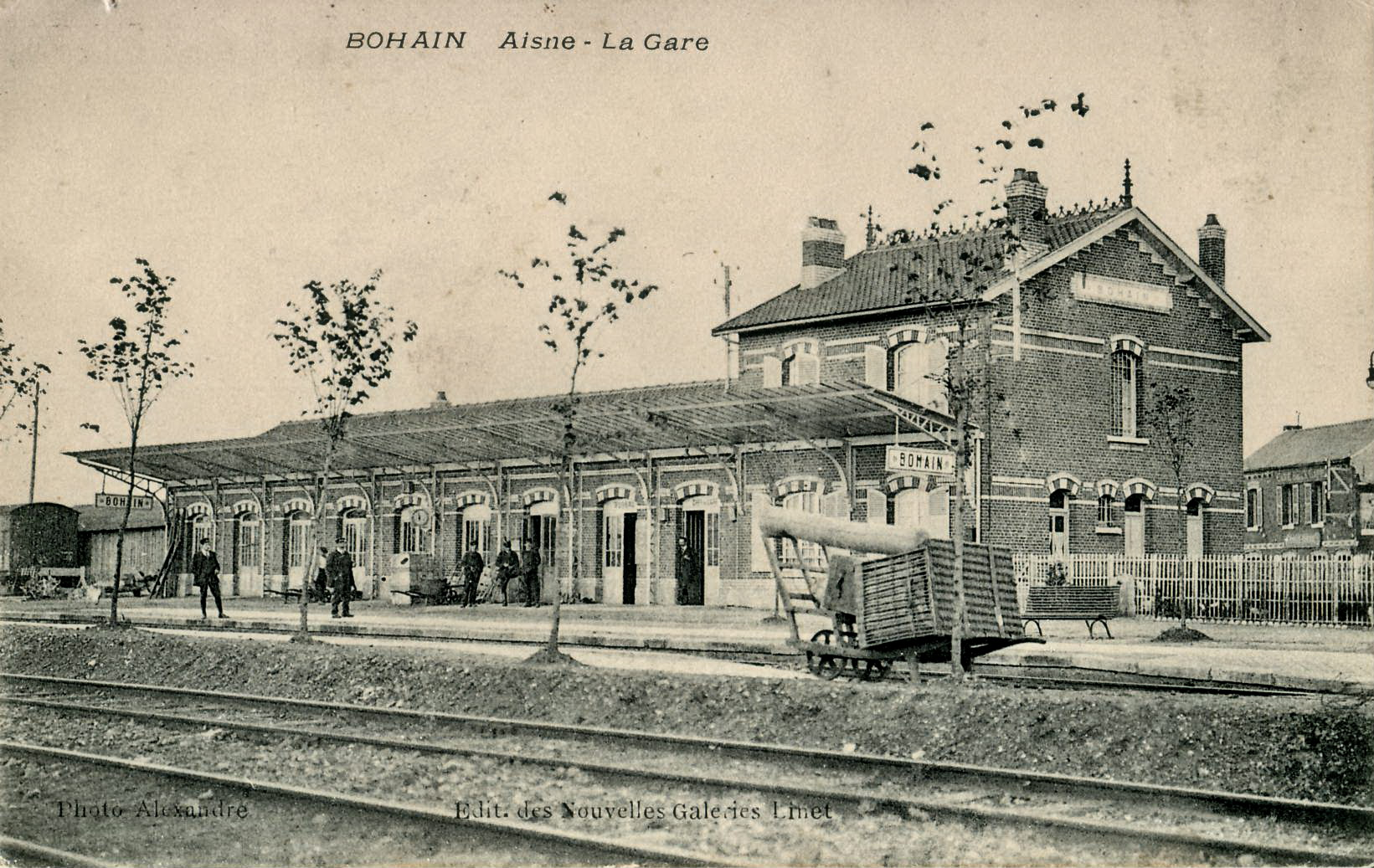
محطة القطار في بوهان أوائل القرن العشرين